# Laminacaris
Laminacaris is een monotypisch geslacht van uitgestorven geleedpotigen uit de stamgroep Radiodonta, dat leefde tijdens het Cambrium met als enige soort Laminacaris chimera, waarvan het fossiel in 2018 werd beschreven vanuit de Chengjian-biota in China. Rond dezelfde tijd werden twee exemplaren ontdekt die op Laminacaris leken of van dezelfde soort waren, in de Kinzersformatie in Pennsylvania. De eerste exemplaren uit China waren drie frontale aanhangsels, zonder verdere andere lichaamsdelen. In 2022 werd geopperd dat het mogelijk verwant is aan Innovatiocaris en Anomalocaris kunmingensis.

## Naamgeving
Exemplaren van Laminacaris werden ontdekt op drie locaties in China: de moddersteen van de Yu'anshan-afzetting van de Chiungchussu-formatie in de oostelijke provincie Yunnan, de Mafang-sectie in het gebied van Haikou bij Kunming en de Heimadi-sectie, Chengjiang. De naam is afgeleid van Latijnse woorden: lamina betekent 'dun mes' en caris betekent 'krab'; de soortaanduiding verwijst naar het Griekse mythologische wezen Chimaera, dat een lichaam heeft dat is samengesteld uit delen van meer dan één dier.

## Beschrijving
Het grote frontale aanhangsel is het meest opvallende en onderscheidende kenmerk van geleedpotigen uit het Cambrium. De frontale aanhangsels van Laminacaris meten elf centimeter (voor het korte exemplaar RCCBYU 10251) en achtentwintig centimeter (voor het langste maar onvolledige exemplaar YKLP 13338), en de lichaamslengte wordt geschat op maximaal 78,4 centimeter, gebaseerd op de proporties van Innovatiocaris (dat ooit gezien is als Anomalocaris saron). 

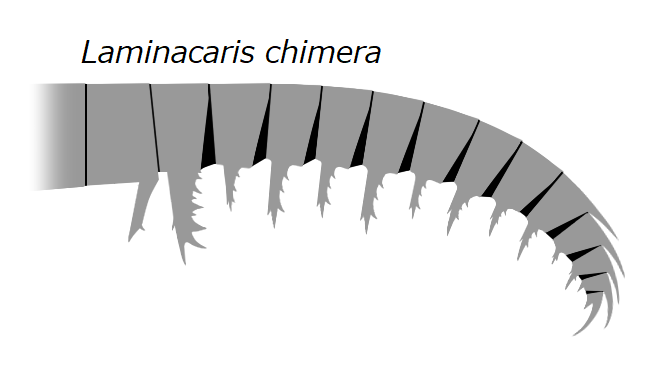
Het voorste aanhangsel

Bij veel radiodonten en anomalocarididen is het aanhangsel verdeeld in segmenten die podomeren worden genoemd. Het aanhangsel van Laminacaris heeft dertien podomeren, waaronder twee podomeren (podomeren 1 en 2) in de schacht en dertien (podomeren 3–15) in het distale gearticuleerde gebied. Het aanhangsel draagt verschillende stekels op elke lobomeer, die endieten worden genoemd. De grootste endiet genaamd schachtendiet aan de basis (naar het lichaam toe) is klein en recht bij de meeste geleedpotigen uit het Cambrium, maar is groot, teruggebogen en draagt hulpstekels bij Laminacaris, Anomalocaris briggsi en Pahvantia hastata.

## Fylogenie
Een ontdekking van de radiodont Cambroraster falcatus uit de Burgess Shale in 2019 die werd geclassificeerd als lid van de familie Hurdiidae, leidde tot de afweging dat Laminacaris de naaste verwant en zustertaxon zou kunnen zijn van de Hurdiidae onder de Radiodonta. Laminacaris kan een overgangsvorm zijn die afweek van de gemeenschappelijke voorouders. Fylogenetische analyses gebaseerd op de ontdekking van Pahvantia hastata, een ander lid van Hurdiidae, toont aan dat Laminacaris binnen de familie Anomalocarididae valt, naast Anomalocaris.